# Copenhagen Air Taxi
Copenhagen AirTaxi (CAT) er et dansk flyselskab og flyveskole med base i Roskilde Lufthavn. Det har specialiseret sig i General Aviation med aktiviteter såsom taxaflyvning, pilotuddannelser og flyvedligeholdelse.
Selskabet blev stiftet i 1961 og har siden starten haft uddannelsesforløb til privatpilot og erhvervspilot. Skolen hedder i dag "Skolen for civil pilot uddannelse".
Selskabet var blandt det første i Europa til at introducere taxaflyvning på enmotorede turboprop fly under ny lovgivning CAT SET-IMC. I 2017 introducerede selskabet en ny flytype i flåden, Pilatus PC-12 Business fly, som benyttes til taxaflyvning. Flyet kan nå destinationer i hele Europa, og lande på korte baner.
I 2020 indgik CAT et strategisk samarbejde med Global Reach Aviation om operationen af Bombardier CRJ200-fly. Flyvning vil fremover foregå på CAT's AOC (læs: driftstilladelse). Operationen består af ad hoc charter. Flyet har en rækkevidde op til 3000 km.
Foruden taxaflyvning, driver selskabet også to faste ruter, der betjener Anholt og Læsø. Disse flyves flere gange om ugen fra Roskilde Lufthavn. CAT driver og forpagter Anholt Flyveplads.

## Flyflåde
I maj 2019 bestod CATs flyflåde af 21 fly. Disse bestod af fly til pilotuddannelse, flyudlejning, taxaflyvning, fotoflyvning, rundflyvning og fast ruteflyvning.
| Flytype                     | I drift | Passagerer | Noter                                    |
| --------------------------- | ------- | ---------- | ---------------------------------------- |
| Socata TB9 Tampico          | 4       | 4/5        | Uddannelse, udlejning                    |
| Socata TB10 Tobago          | 2       | 4/5        | Uddannelse, udlejning, rundflyvning      |
| Socata TB20 Trinidad        | 2       | 4/5        | Uddannelse, udlejning, rundflyvning      |
| Cessna 172                  | 1       | 4          | Uddannelse, udlejning, fotoflyvning      |
| Partenavia P68              | 5       | 6          | Uddannelse, taxaflyvning, ruteflyvning   |
| Brittan Norman Islander BN2 | 2       | 10         | Taxaflyvning, ruteflyvning, fotoflyvning |
| Robinson 44                 | 1       | 4          | Uddannelse, rundflyvning                 |
| Pilatus PC-12               | 4       | 8          | Taxaflyvning                             |
| Total                       | 21      |            |                                          |

## AirZafari
AirZafari er et grønlandsk flyselskab hvis primære forretningsområde er sightseeing-flyvninger. Selskabet blev etableret i 2011 og opereres under Copenhagen AirTaxi AOC.